# 접근 제어 목록
접근 제어 목록(access control list, ACL) 또는 액세스 제어 목록은 개체나 개체 속성에 적용되어 있는 허가 목록을 말한다. 이 목록은 누가 또는 무엇이 객체 접근 허가를 받는지, 어떠한 작업이 객체에 수행되도록 허가를 받을지를 지정하고 있다. 전형적인 ACL에서 목록 안의 각 항목은 주제나 운영을 지정한다. 이를테면 XYZ 파일에 대한 ACL 위의 항목(Alice, delete)은 Alice에게 XYZ 파일을 삭제할 허가 권한을 제공한다.
ACL 기반 보안 모델에서, 객체가 어떤 한 객체에 작업 수행을 요청할 때, 시스템은 먼저 적용할 수 있는 항목의 목록을 확인하여 운영의 처리 여부를 결정한다.

## ACL 기반 보안 모델
ACL 기반 보안 모델의 정의에 있어서 중요한 문제는 어떻게 접근 제어 목록이 편집되느냐이다. 각 객체의 경우, 누가 객체의 ACL을 수정할 수 있으며, 어떠한 변경 사항이 허용되는가?
접근 제어 목록과 같은 시스템은 두 개의 분류로 나뉜다.
- 임의 목록
- 강제 목록 (시스템 목록)

## 구현
수많은 종류의 시스템이 ACL을 구현하고 있다.

### 파일시스템 ACL
1990년대에 파일 권한 관리를 위해 ACL과 RBAC 모델들이 광범위하게 테스트되고 사용되었다. 파일시스템 ACL은 각각의 유저나 그룹의 시스템 객체들에 대한 권한을 명시하는 엔트리들을 포함하는 데이터 구조체(주로 데이블)이다. 이 엔트리들은 ACE(Access Control Entiries)라고 불린다. 각각의 접근가능한 객체들은 자신의 ACL을 구분할 수 있는 식별자를 가진다. 이 특권이나 권한들은 객체에 대한 읽기, 쓰기, 실행 가능 같은 특정한 접근 권한을 결정한다.

### 네트워킹 ACL
라우터나 스위치 같은 경우 ACL은 IP 주소와 포트 번호를 이용한 규칙을 가리킨다.

### SQL 구현
ACL 알고리즘은 SQL 및 관계형 데이터베이스 시스템으로 이식되었다. ERP(전사적 자원 관리) 및 저작물 관리 시스템과 같은 많은 현대(2000년대 및 2010년대)의 SQL 기반 시스템은 관리 모듈에서 ACL 모델을 사용했다.

## 같이 보기
- 접근 제어
- 컴퓨터 보안
- 확장 파일 속성
- 파일 시스템 권한
- 역할 기반 접근 제어